# Anax papuensis
Anax papuensis – gatunek ważki z rodziny żagnicowatych (Aeshnidae). Występuje w Indonezji i Australazji.